# Itame africana
Itame africana là một loài bướm đêm trong họ Geometridae.